# Isopterygium boivinii
Isopterygium boivinii är en bladmossart som beskrevs av Bescherelle 1880. Isopterygium boivinii ingår i släktet Isopterygium och familjen Hypnaceae. Inga underarter finns listade i Catalogue of Life.